# Terug naar toen
Terug naar toen is een lied van de Algerijns-Franse rapper Boef in samenwerking met de Nederlandse rapper Lijpe. Het werd in 2018 als single uitgebracht en stond in hetzelfde jaar als vierde track op de ep 93 van Boef en in 2019 op het gelijknamige album dat een uitbreinding van de ep was. 

## Achtergrond
Terug naar toen is geschreven door Abdel Achahbar en geproduceerd door MB. Het is een nummer uit het genre nederhop. In het lied zingt Boef over zijn drukke, succesvolle leven en de gevolgen daarvan. Hierop zegt hij dat hij soms verlangt naar vroeger. Het lied werd bij radiozender NPO FunX uitgeroepen tot DiXte track van de week. De single heeft in Nederland de gouden status.
Het is niet de eerste keer dat de twee rappers met elkaar samenwerken. Eerder was ze onder ander te horen op Wie praat die gaat en Hope & pray. Na Terug naar toen werd de samenwerking ook herhaald op meerdere nummers, zoals Als het fout gaat, Nu heb ik paper, Chance pakken en Schakelen.

## Hitnoteringen
De artiesten hadden succes met het lied in de hitlijsten van het Nederlands taalgebied. Het piekte op de vijfde plaats van de Single Top 100 en stond acht weken in deze hitlijst. De Top 40 werd niet bereikt; het lied bleef steken op de eerste plaats van de Tipparade. Ook in de Vlaamse Ultratop 50 was er geen notering. Hier kwam het tot de vierde plek van de Ultratip 100.